# El Pinell de Brai

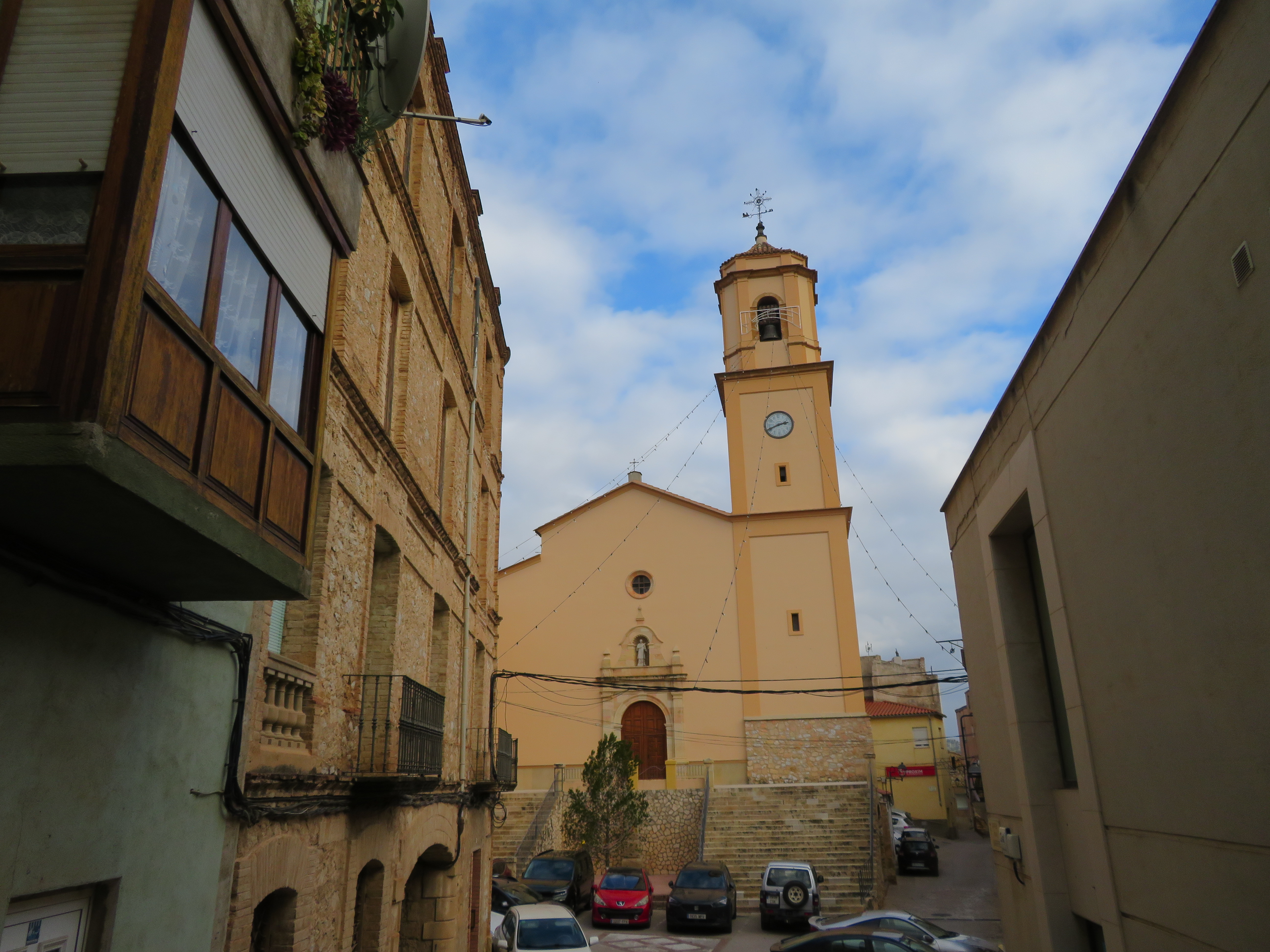
El Pinell de Brai

El Pinell de Brai est une commune de la province de Tarragone, en Catalogne, en Espagne, de la comarque de Terra Alta

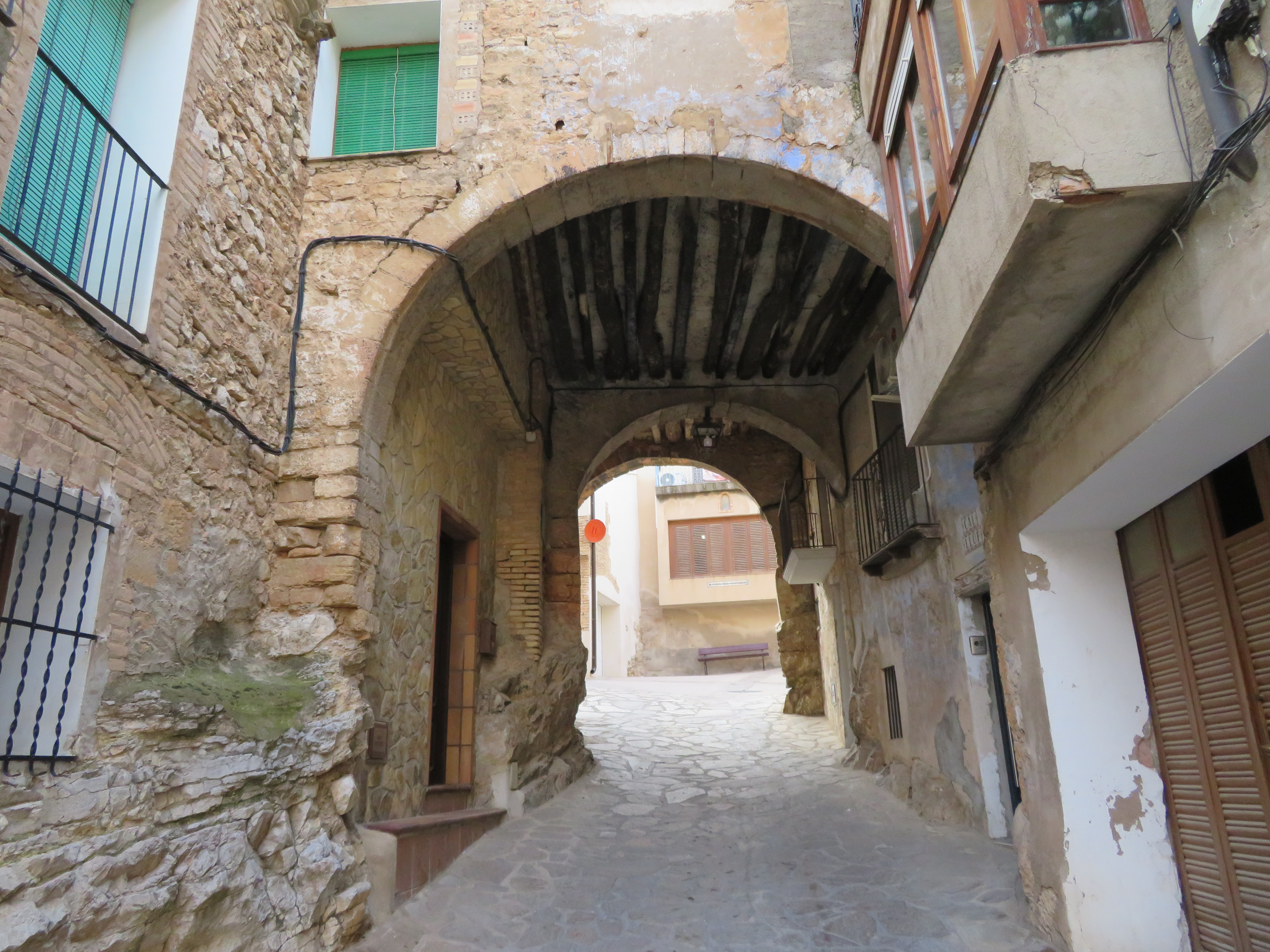
Portal del Llop. Perxe de Sarraquet en El Pinell de Brai